# Isla Gundu
Isla Gundu es una de las muchas islas que componen la ciudad de Kochi, en el estado de Kerala, en la India. En noviembre de 1967, la Asamblea Legislativa de Kerala declaró la isla Gundu como una parte de Kochi. Gundu es la isla más pequeña alrededor de Kochi, con una superficie de 2 hectáreas (20.000 m² o 5 acres) y esta completamente rodeada de cocoteros. A la isla se puede llegar desde Vypin únicamente en barco o botes.